# Charlot aime la patronne
Pour plus de détails, voir Fiche technique et Distribution.
Charlot aime la patronne (titre original : The Star Boarder)  est une comédie burlesque américaine réalisée par George Nichols avec Charlie Chaplin, sortie le 4 avril 1914.

## Synopsis
Charlie séduit la patronne d'une pension devant le nez de son mari.

## Fiche technique
- Titre original : The Star Boarder
  - Titres alternatifs : The Fatal Lantern, The Landlady's Pet
- Titre : Charlot aime la patronne
- Réalisation : George Nichols
- Scénario : Craig Hutchinson, Charlie Chaplin (non crédité)
- Photographie : Frank D. Williams
- Production : Mack Sennett
- Société de production : Keystone
- Société de distribution : Mutual Film (1914)
- Pays d’origine :  États-Unis
- Langue : intertitres en anglais
- Format : noir et blanc - 35 mm - 1,33:1  -  Muet
- Genre : Comédie, Film burlesque
- Longueur : une bobine (300 mètres)
- Durée : 14 minutes
- Date de sortie : 4 avril 1914
- Licence : Domaine public

## Distribution
- Charlie Chaplin : le pensionnaire favori
- Minta Durfee : la propriétaire de la pension
- Edgar Kennedy : le mari de la propriétaire
- Gordon Griffith : le garçon de la propriétaire
- Alice Davenport : une amie de la propriétaire